# Q–5
A Nanchang Q–5 a J–6 (a MiG–19 kínai másolata) átépítésével Kínában az 1960-as évek végére létrehozott két hajtóműves, szuperszonikus, nyilazott szárnyú csatarepülőgép. Az alaptípus orr-részét alakították át, a sárkány többi része gyakorlatilag változatlan. A repülőgép már rendszerbe állításakor sem számított korszerűnek, ennek ellenére, alacsony ára miatt, több fejlődő országba viszonylag nagy számban exportálták A–5 típusjelzéssel.